# Тьєрі Дюссе
Тьєрі Дюссе — французько-український кінорежисер. Народився у 1968 року в Парижі.
Вивчав філософію, історію, літературу та образотворче мистецтво.
Працював художнім критиком та режисером документальних фільмів. Зараз живе в Україні.
2005 року дебютував зі своїм першим короткометражним фільмом Весна в Бо.

## Фільмографія
- 2005: «Весна в Бо», к/ м, сценарист і режисер.
- 2008: «З однією ходою», к/м, сценарист і режисер.
- 2008: «У самій прірві», к/м, сценарист і режисер.
- 2011: проект «Україно, goodbye!»: «Смак морозива», сценарист і режисер.
- 2011: «Папуга», к/м, сценарист і режисер.